# Smokey Joe and the Kid
Smokey Joe and the Kid, stylisé Smokey Joe & The Kid, est un groupe de hip-hop-electro français, originaire de Bordeaux, en Gironde.

## Biographie
Formé en 2009, le groupe Smokey Joe and the Kid est composé de deux beatmakers bordelais : Matthieu Perrein et Hugo Sanchez. Hugo Sanchez est également connu pour son projet solo sous le nom de Senbeï, et pour son projet en collaboration avec Al'Tarba, Al'Tarba x Senbeï. À l'origine duo, la formation bordelaise de Smokey Joe and the Kid se produit désormais en live band.
Le groupe produit un hip-hop dans lequel la bass music y rencontrent le jazz, le funk ou encore la soul. Il a également fait des remixes officiels pour les groupes C2C, Deluxe et Chinese Man[Quand ?]. Smokey Joe and the Kid a notamment collaboré avec de nombreux artistes tels que Fred Wesley (James Brown), Pigeon John, Puppetmastaz, R-Wan (Java), ASM, Chill Bump, Youthstar (Chinese Man), Charles X, Yoshi, Ua Tea, NON Genetic (Shadowhuntaz), Gift of Gab (Blackalicious), The Procussions, Blake Worrell (Puppetmastaz), Lateef The Truthspeaker (Quanum Project), MysDiggi, ou encore Netik. Le groupe a déjà plusieurs tournées à son actif, en France et à l’étranger (Canada, Chine, Russie, Royaume-Uni, Italie, Allemagne, Pays-Bas, Colombie, Costa Rica, Suisse…). Il s’est également produit dans un certain nombre de festivals majeurs : Glastonbury Festival, Boomtown Fair, Igloofest (Montréal), Picnik Electronic (Montréal), Festival Fusion (Allemagne), Garorock (France), Stereoleto (Russie), Fise Festival (Costa Rica), Valkhof Festival (Pays-Bas),[réf. nécessaire]…
En 2017, le groupe sort l'album Remixes to the Moon, un EP où plusieurs artistes remixeront certains des morceaux du groupe et de Smokey Joe. En 2019, ils produisent un premier album, Rogue Monsters, sorti le 8 février 2019.
Durant l'été 2021, un troisième album studio du groupe est annoncé sous le titre War is Over, le 26 novembre chez Banzaï Lab. Entretemps, ils sortent deux singles, dont un en collaboration avec le rappeur américain R.A. the Rugged Man, appelé Beast on Beat. Cette même année, ils sortent le clip du single Let's Go, avec « [un] son ambiance rétro hip-hop, [un] beatmaking parfait et [des] couleurs automnales ».

## Discographie

### Albums studio
- 2013 : Nasty Tricks
- 2016 : Running to the Moon
- 2021 : War is Over

### EP
- 2012 : The Grand EP
- 2014 : The Game
- 2014 : Rough and Tough
- 2015 : Smokid Inc.
- 2017 : Take Control

### Singles
- 2013 : Night Scene (téléchargement libre)
- 2013 : Schön (téléchargement libre)
- 2014 : Rascal Wars (téléchargement libre)
- 2015 : Some Intergalactic Body Movin (téléchargement libre)
- 2021 : Let's Go
- 2021 : Beast on Beat (feat. R.A. the Rugged Man)

### Remixes
- 2011 : AlgoRythmiK - Andrew's Break (Smokey Joe & The Kid Remix)
- 2011 : The Monkey Song (Smokey Joe and the Kid Remix)
- 2012 : Dirty Honkers - Sugar (Smokey Joe and the Kid Remix)
- 2013 : C2C – Happy (Smokey Joe and the Kid Remix)
- 2013 : Deluxe Feat.Youthstar - Daniel (Smokey Joe and the Kid Remix)
- 2015 : Chinese Man feat. Youthstar & Dynamite MC - Don't Scream (Smokey Joe and the Kid Remix)
- 2017 : Remixes to the Moon

## Distinctions
- 2013 : Lauréats du concours SFR Jeunes Talents aux Printemps de Bourges[1]
- 2015 : Lauréats du FAIR 2015